# Euthycera prominens
Euthycera prominens är en tvåvingeart som först beskrevs av Friedrich Hermann Loew 1847.  Euthycera prominens ingår i släktet Euthycera och familjen kärrflugor.
Artens utbredningsområde är Grekland. Inga underarter finns listade i Catalogue of Life.